# Mesitornithidae
Mesitornithidae é uma família de aves pertencente à ordem Mesitornithiformes. Em português são denominados mesitos. O grupo é constituído por três espécies de aves pequenas e quase não voadoras, endêmicas de Madagascar. Tradicionalmente, a família foi classificada na ordem Columbiformes, mas só mais tarde comprovado por Hackett e colaboradores.